# Nemba (Gakenke)
Nemba (Kinyarwanda Umurenge wa Nemba) ist einer von 19 Sektoren des Distrikts Gakenke in der Nordprovinz von Ruanda.

## Geographie
Der Sektor hat eine Fläche von 22,4 km² und liegt auf einer Höhe von etwa 1840 m. Er unterteilt sich in die vier Zellen Buranga, Gahinga, Gisozi und Mucaca und umfasst insgesamt 29 Dörfer. Im äußersten Nordosten des Sektors befindet sich der Berg Kabuye, der eine Höhe von 2643 m aufweist. Nachbarsektoren sind im Norden Kamubuga, im Osten Karambo, im Süden Gakenke und im Westen Kivuruga.

## Bevölkerung
Nach Stand der Volkszählung von 2022 liegt die Einwohnerzahl bei 16.854. Zehn Jahre zuvor waren es 15.643, was einem jährlichen Bevölkerungszuwachs von 0,8 Prozent zwischen 2012 und 2022 entspricht.

## Gesundheitswesen
Im Süden des Sektors befindet sich im Ort Cyahafi innerhalb der Mucaca-Zelle das Nemba District Hospital. Das 1974 gegründete Krankenhaus gehört zum Bistum Ruhengeri. Es ist eines von drei Krankenhäusern im Distrikt. Ihm zugeordnet sind insgesamt neun medizinische Versorgungseinrichtungen (health centers) in der Umgebung: Bushoka, Cyabingo, Kamubuga, Karambo, Mataba, Nemba, Nganzo und Rutenderi.

## Verkehr
Durch den Südwesten des Sektors verläuft in Nordwest-Südost-Richtung die asphaltierte Nationalstraße 2.